# Tretocalyx
Tretocalyx is een geslacht van sponsdieren uit de klasse van de Hexactinellida.

## Soort
- Tretocalyx polae Schulze, 1901